# Campeonato Europeo Sub-17 de la UEFA 2004
El Campeonato Europeo Sub-17 de la UEFA 2004 se jugó en Francia del 4 al 15 de mayo y contó con la participación de 8 selecciones infantiles de Europa provenientes de una fase eliminatoria.
El país anfitrión Francia venció en la final a España para ser campeón continental de la categoría pos primera vez.

## Fase de grupos

### Grupo A
| País              | J | G | E | P | GF | GC | GD | Pts |
| ----------------- | - | - | - | - | -- | -- | -- | --- |
| Francia           | 3 | 3 | 0 | 0 | 6  | 1  | +5 | 9   |
| España            | 3 | 2 | 0 | 1 | 5  | 2  | +3 | 6   |
| Turquía           | 3 | 1 | 0 | 2 | 6  | 5  | +1 | 3   |
| Irlanda del Norte | 3 | 0 | 0 | 3 | 3  | 12 | -9 | 0   |

| 4 de mayo de 2004 | España        | 1 – 0   | Turquía | Stade Georges Boulogne, Amboise |                                |
|                   | Marquitos 40' | Reporte |         | Árbitro(s): Joeri Van De Velde  | Árbitro(s): Joeri Van De Velde |

| 4 de mayo de 2004 | Francia                                  | 3 – 0   | Irlanda del Norte | Les Allées, Blois            |                              |
|                   | Benzema 73' · Ben Arfa 76' · Songo'o 79' | Reporte |                   | Árbitro(s): Marijo Strahonja | Árbitro(s): Marijo Strahonja |

| 6 de mayo de 2004 | Irlanda del Norte                | 2 – 5   | Turquía                                              | Stade Jules Ladoumègue, Romorantin-Lanthenay |                                |
|                   | Turner 42' (pen.) · O'Connor 82' | Reporte | 14' 36' Keleş · 22' Yilmaz · 23' Aksu · 74' Sabankay | Árbitro(s): Marek Mikolajewski               | Árbitro(s): Marek Mikolajewski |

| 6 de mayo de 2004 | Francia          | 1 – 0   | España | Les Allées, Blois                 |                                   |
|                   | Mario 18' (a.g.) | Reporte |        | Árbitro(s): Christoforos Zografos | Árbitro(s): Christoforos Zografos |

| 9 de mayo de 2004 | Turquía  | 1 – 2   | Francia                  | Stade Georges Boulogne, Amboise |                           |
|                   | Aksu 83' | Reporte | 42' Ben Arfa · 69' Ménez | Árbitro(s): Radek Matějek       | Árbitro(s): Radek Matějek |

| 9 de mayo de 2004 | Irlanda del Norte | 1 – 4   | España                          | Stade Guy Drut, Saint-Cyr-sur-Loire |                        |
|                   | Doherty 49'       | Reporte | 27' 35' 42' Pedraza · 66' Capel | Árbitro(s): Modou Sowe              | Árbitro(s): Modou Sowe |

### Grupo B
| País       | J | G | E | P | GF | GC | GD | Pts |
| ---------- | - | - | - | - | -- | -- | -- | --- |
| Inglaterra | 3 | 3 | 0 | 0 | 6  | 1  | +5 | 9   |
| Portugal   | 3 | 1 | 1 | 1 | 5  | 3  | +2 | 4   |
| Austria    | 3 | 1 | 1 | 1 | 2  | 2  | 0  | 4   |
| Ucrania    | 3 | 0 | 0 | 3 | 1  | 8  | -7 | 0   |

| 4 de mayo de 2004 | Ucrania | 0 – 2   | Inglaterra           | Stade Péteseilles, Avoine         |                                   |
|                   |         | Reporte | 60' Paul · 79' Doyle | Árbitro(s): Christoforos Zografos | Árbitro(s): Christoforos Zografos |

| 4 de mayo de 2004 | Austria | 0 – 0   | Portugal | Stade de la Vallée du Cher, Tours |                        |
|                   |         | Reporte |          | Árbitro(s): Modou Sowe            | Árbitro(s): Modou Sowe |

| 6 de mayo de 2004 | Ucrania   | 1 – 2   | Austria               | Stade Guy Drut, Saint-Cyr-sur-Loire |                              |
|                   | Dorosh 5' | Reporte | 9' (pen.) 11' Gramann | Árbitro(s): Marijo Strahonja        | Árbitro(s): Marijo Strahonja |

| 6 de mayo de 2004 | Inglaterra               | 3 – 1   | Portugal   | Stade de la Vallée du Cher, Tours |                           |
|                   | Paul 4' 56' · Davies 79' | Reporte | 8' Moreira | Árbitro(s): Radek Matějek         | Árbitro(s): Radek Matějek |

| 9 de mayo de 2004 | Portugal                                               | 4 – 0   | Ucrania | Stade Péteseilles, Avoine      |                                |
|                   | Bruno Gama 11' 22' (pen.) · Rui Gomes 51' · Fausto 82' | Reporte |         | Árbitro(s): Marek Mikolajewski | Árbitro(s): Marek Mikolajewski |

| 9 de mayo de 2004 | Inglaterra | 1 – 0   | Austria | Les Allées, Blois              |                                |
|                   | Porter 54' | Reporte |         | Árbitro(s): Joeri Van De Velde | Árbitro(s): Joeri Van De Velde |

## Fase final

### Semifinales
| 12 de mayo de 2004 | Francia                              | 3 – 1   | Portugal    | Les Allées, Blois              |                                |
|                    | Nasri 52' · Ménez 56' · Ben Arfa 62' | Reporte | 27' Moreira | Árbitro(s): Marek Mikolajewski | Árbitro(s): Marek Mikolajewski |

| 12 de mayo de 2004 | Inglaterra | 1 – 2   | España                              | Stade de la Vallée du Cher, Tours |                                |
|                    | Reid 18'   | Reporte | 10' Marquitos · 80' (pen.) Fàbregas | Árbitro(s): Joeri Van De Velde    | Árbitro(s): Joeri Van De Velde |

### Tercer lugar
| 15 de mayo de 2004 | Portugal                                         | 4 – 4 (3 - 2 p.)                                                                                                  | Inglaterra                                    | Stade Gaston Petit, Châteauroux |                              |
|                    | Fausto 13' · João Pedro 24' 98' · Bruno Gama 59' | [«Copia archivada». Archivado desde el original el 8 de julio de 2012. Consultado el 6 de julio de 2010. Reporte] | 25' 97' (pen.) Walker · 45' Reid · 62' Davies | Árbitro(s): Marijo Strahonja    | Árbitro(s): Marijo Strahonja |
|                    |                                                  | Tiros desde el punto penal                                                                                        |                                               |                                 |                              |
|                    | Bruno Gama · Rui Gomes · Barbosa · João Pedro    | | Walker · Doyle · James · Porter · Wheater     |                                 |                              |

### Final
| 15 de mayo de 2004 | Francia                 | 2 – 1   | España    | Stade Gaston Petit, Châteauroux   |                                   |
|                    | Constant 1' · Nasri 79' | Reporte | 63' Piqué | Árbitro(s): Christoforos Zografos | Árbitro(s): Christoforos Zografos |

## Campeón
| Eurocopa Sub-17 2004 |
| -------------------- |
| Bandera de Francia   |
| Francia 1º Título    |